# Nicolás de Villacorta y Ocaña
 Nicolás de Villacorta y Ocaña  fue un contador de finales del siglo XVIII y principios del siglo XIX en el Virreinato del Río de la Plata.
En el año 1767, tras la expulsión de los jesuitas, Nicolás Villacorta y Ocaña fue depositario de sus bienes. Se desempeñó en diferentes cargos administrativos en la Intendencia de Salta del Tucumán, llegando a ser contador de las reales haciendas, regidor en el cabildo de Salta y en 1809 se desempeñó como gobernador intendente interino de dicha provincia.
En 1810, contribuyó con la Revolución de Mayo, realizando donativos que contribuyeron a la causa.